# Plumatella nitens
Plumatella nitens är en mossdjursart som beskrevs av Charles Thorold Wood 1996. Plumatella nitens ingår i släktet Plumatella och familjen Plumatellidae. Inga underarter finns listade i Catalogue of Life.